# Chrysogrammitis glandulosa
Chrysogrammitis glandulosa là một loài thực vật có mạch trong họ Polypodiaceae. Loài này được (J. Sm.) Parris miêu tả khoa học đầu tiên năm 1998.